# Фульвета сіроголова
Фульве́та сіроголова (Fulvetta cinereiceps) — вид горобцеподібних птахів родини суторових (Paradoxornithidae). Ендемік Китаю.

## Опис
Довжина птаха становить 11-12 см, враховуючи довгий хвіст. Голова і верхня частина тіла сірувато-коричневі, обличчя і лоб темні. Крила рудувато-коричневі, махові пера чорнуваті зі світло-сірими краями. Нижня частина тіла сірувато-біла, горло поцятковане темними смужками. Надхвістя і крайні стернові пера рудувато-коричневі, хвіст чорнувато-коричневий. Дзьоб короткий, чорний, гострий, очі білуваті.

## Підвиди
Виділяють чотири підвиди:
- F. c. fessa Bangs & Peters, JL, 1928 — захід Центрального Китаю (південь Шеньсі і Ганьсу);
- F. c. cinereiceps (Verreaux, J, 1871) — захід Центрального Китаю (від західного Хубею до західного Сичуаню);
- F. c. fucata (Styan, 1899) — Центральний Китай (від Хубею до південного Хунаню і південного Шеньсі);
- F. c. guttaticollis (La Touche, 1897) — південно-східний Китай (південий захід Фуцзяню, північ Гуандуну).

## Поширення і екологія
Сіроголові фульвети живуть в чагарниковому і бамбуковому підліску вологих гірських тропічних і субтропічних лісів. Зустрічаються на висоті від 1400 до 3400 м над рівнем моря. Живляться комахами та іншими дрібними безхребетними. Гніздяться з квітня по червень.